# خلج، خیزی
خلج (به ترکی آذربایجانی: Xələc) یک منطقهٔ مسکونی در جمهوری آذربایجان است که در شهرستان خیزی واقع شده‌است. خلج ۳۲۲ نفر جمعیت دارد.